# Bryum bulbiferum
Bryum bulbiferum är en bladmossart som beskrevs av Charles Marie Joseph Mathieu 1853. Bryum bulbiferum ingår i släktet bryummossor, och familjen Bryaceae. Inga underarter finns listade i Catalogue of Life.